# Michael Obafemi
Michael Oluwadurotimi Obafemi (* 6. Juli 2000 in Dublin) ist ein irischer Fußballspieler, der beim FC Burnley unter Vertrag steht und aktuell an den FC Millwall ausgeliehen ist. Der Stürmer ist seit November 2018 irischer Nationalspieler.

## Karriere

### Verein
Der Sohn nigerianischer Eltern wurde 2000 in Dublin geboren und übersiedelte bereits in jungen Jahren nach England, wo sich die Familie in der Londoner Umgebung niederließ. Im Alter von vier Jahren begann er beim Vorstadtverein FC Ryan mit dem Fußballspielen. Danach spielte er für die Jugendmannschaften der Londoner Vereine FC Chelsea, FC Arsenal, FC Watford und Leyton Orient, bevor er 2016 zum FC Southampton wechselte. Bereits kurz nach seiner Ankunft etablierte er sich in der Jugendmannschaft der Saints und machte durch starke Leistungen auf sich aufmerksam. Beim 4:1-Heimsieg in der vierten Runde des FA Youth Cups Mitte Dezember 2017 erzielte er einen Hattrick. Einen Monat später debütierte Obafemi beim 1:1-Unentschieden gegen Tottenham Hotspur in der ersten Mannschaft, als er in der 82. Spielminute für Manolo Gabbiadini eingewechselt wurde. Mit 17 Jahren und 116 Tagen wurde er hinter Luke Shaw zum zweitjüngsten Spieler der in einem Premier-League-Spiel der Saints eingesetzt wurde. Dieser Kurzeinsatz verblieb sein Einziger in der Saison 2017/18.
Durch seine starke Form in der Reservemannschaft bekam er in der nächsten Spielzeit 2018/19 weitere Einsätze bei den Profis. Beim 2:2-Unentschieden gegen Manchester United am 1. Dezember 2018 startete er erstmals von Beginn an und bereitete direkt den zwischenzeitlichen Führungstreffer durch Stuart Armstrong vor. In seinem nächsten Einsatz gegen Huddersfield Town erzielte er fünf Minuten nach seiner Einwechslung das Tor zum 3:1-Entstand. In dieser Saison kam er auf sechs Einsätze, in denen ihm ein Tor und eine Vorlage gelang.
Am 31. August 2021 wechselte Obafemi zum in der zweiten englischen Liga spielenden Verein Swansea City und unterschrieb einen bis 2024 gültigen Vertrag.
Ende Januar 2023 wechselte er für die restliche Saison per Leihe mit Kaufoption zum FC Burnley in die Premier League. Im Sommer 2023 folgte der feste Transfer nach Burnley. Nach einer Hinrunde mit nur 2 Einsätzen in der Premier League wechselte er im Januar 2024 für die restliche Spielzeit per Leihe zum FC Millwall.

### Nationalmannschaft
Obafemi wäre für die Nationalmannschaften Englands, Nigerias und der Republik Irlands spielberechtigt gewesen. Nachdem er bereits für die U-19 Irlands aufgelaufen war, entschied er sich im November 2018 auch künftig für die Boys in Green aufzulaufen.
Am 6. November 2018 wurde er erstmals, im Rahmen des Freundschaftsspiel gegen Nordirland und dem UEFA-Nations-League-Spiel gegen Dänemark, in den Kader der irischen A-Nationalmannschaft einberufen. Sein Debüt gab er letztendlich am 19. November, als er beim 0:0-Unentschieden in Dänemark in der Schlussphase eingewechselt wurde.

## Privates
Sein älterer Bruder Afolabi Obafemi ist ebenfalls Fußballspieler, spielte jedoch bisher ausschließlich im englischen Unterhaus.